# Jean Bourgeois-Pichat
Jean Bourgeois-Pichat (1912 - 1990) fue un destacado demógrafo francés, director del Instituto Nacional de Estudios Demográficos (INED) francés entre 1962 y 1971. También fungió como director adjunto de la División de Población de la Organización de las Naciones Unidas. Publicó casi dos centenas de obras académicas y se destacó en el campo de la demografía por haber distinguido entre la mortalidad infantil endógena y exógena.

## Vida
Estudió en la École polytechnique de París y fungió como oficial de las Fuerzas Armadas Francesas durante la Segunda Guerra Mundial. Además de haber colaborado en el Instituto Nacional de Estudios Demográficos, presidió desde 1971 hasta su muerte el Comité Internacional de Cooperación para las Investigaciones Nacionales en Demografía (CICRED).
En el año 2004, gracias a un convenio celebrado entre El Colegio de México, la Embajada de Francia en México y el Colegio de la Frontera Norte, el Centro de Estudios Demográficos, Urbanos y Ambientales de El Colegio de México estableció una Cátedra de Demografía que lleva su nombre. 